# 香港2007年10月

## 10月1日
（請按此參閱當天之報章頭條）
- 是日為中华人民共和国58周年國慶日，香港政府舉辦了多項活動慶祝。 明報[]
  - 特區政府早上在灣仔金紫荊廣場舉行升旗儀式，行政長官曾蔭權及多名特區主要官員均有出席。儀式在早上八時開始，其後飛行服務隊直升機在上空掠過，消防船射水致敬。不少市民在清晨已到場等候觀禮，有老師及家長表示，冀藉此向小孩灌輸國民意識。
  - 行政長官曾蔭權在國慶酒會致辭時表示，過去十年中國的發展趨勢令人鼓舞，而香港有這龐大市場做後盾，是難得機遇，故必須進一步發揮優勢。而香港的經濟已經重拾動力，政府將致力促進香港的發展，讓全體市民均能分享到經濟興旺的成果。此外，香港在明年八月將協辦奧運馬術項目，是再次說明香港在中國迅速崛起的過程中不再是旁觀者。

- 國慶煙花匯演晚上於維多利亞港上空舉行，警方估計有33萬5千人在維港兩岸欣賞煙花，不少市民一早在維港兩岸等候欣賞，有市民形容煙花「美麗璀璨」，亦有中國內地遊客感別具意義，認為香港的發展會越來越好。 明報[]

## 10月2日
（請按此參閱當天之報章頭條）
- 受內地資金流入港股刺激，恆生指數急升逾千點，並首次升穿28000點水平。 明報[]
  - 恆指高開674點後，下午一度升1,114點，創出28,256點新高，收報28,199點，成交再創出1,631億港元的新高。而國企指數亦升近千點，再創出17,973點的收市新高。有證券業人士稱，市場憧憬月中17屆中共黨大會前會有新政策出台，包括容許內地資金自由行投資港股，使中資股會繼續表現強勢。

- 市建局就洗衣街重建項目，考慮為受影響商戶提供特別補償。據了解，局方將向商戶提出，讓他們在附近繼續經營，或讓商戶重建後優先選舖等方案。有委員擔心此舉會開先例，使日後的重建項目成本上升，亦有商戶擔心重建後未能吸引人流。 明報[]
- 另外市建局準備動用12.4億港元發展衙前圍村項目。市建局表示，重建後的住宅將分佈在地盤兩邊，而大廈底層亦會離地45呎，同時局方亦會保留村內門樓牌坊、天后宮等建築。市建局已聘請國際專家研究，並與擁有圍村最大業權的地產發展商商討，確保圍村發展符合保育。 明報[]
- 區議會選舉正式接受提名，多個政黨到各區的民政事務處遞交提名表格。星島日報

## 10月3日
（請按此參閱當天之報章頭條）
- 恆生指數是日大幅波動，高低波幅逾1,600點，總成交再創出2,098.09億港元的新紀錄。 亞視新聞[永久]

- 恆指在早上一度跌逾200點，但之後買盤不斷湧現，中午前更一度倒升671點。但至下午市況突然逆轉，一度倒跌954點，收報27,479.94，跌719.81。新鴻基地產、中移動、多隻資源股及中資金融股沽壓沉重，但匯控則逆市升2%。有分析認為，近期股市較波動，隨時會出現至少四千點的調整，建議股民切勿沽空股票。此外，國企指數收市亦急挫逾700點，全日波幅更高達逾1,600點。

- 伊利沙伯醫院發生嚴重醫療事故，一醫護人員於10月2日為病人進行腦膿腫手術前，誤把清水當作消毒藥水清洗手術儀器，並重覆使用於另外四名需進行前列腺手術上。院方已替病人做病毒測試，未發現病人受感染。 明報[]

- 香港僱主聯合會建議，私人機構於2008年應向員工加薪2.5%。 明報

- 該會調查發現，九成會員會在明年加薪，其中金融及零售業加薪幅度較理想。但該會認為由於美國次按問題及經濟增長放緩等不明朗的因素仍然存在，故僱主在決定加薪時應考慮本身經營情況，並建議採用浮薪制以控制經營成本，有僱員認為加幅只能追回通脹，認為僱主應追貼公務員，即加薪5%。

- 為保持香港在珠三角會展業的龍頭地位，消息人士透露，政府將在下周公佈的施政報告中建議儘快興建香港會議展覽中心第三期，其中灣仔運動場的位置是政府的首選，但亦可能會設於灣仔碼頭巴士總站及擬建的中環灣仔繞道之上。 亞視新聞[永久]

## 10月4日
（請按此參閱當天之報章頭條）
- 恆生指數連續第二天下跌，指數低開371點後，於26,800點附近獲支持；但午後沽盤再次湧現，一度跌733點，收報26,973，跌505點，成交減至1,475億。多隻地產股、資源股及中移動受沽壓，但地鐵及匯控則逆市上升。 明報1[]、2[]

## 10月5日
（請按此參閱當天之報章頭條）
- 恆生指數連跌兩天後回升。指數於高開355點後升幅逐步擴大，幾乎以全日最高位收市。收報27831點，升857點，但成交就減至1397億港元。連日被沽售的中移動及多隻地產股回升，但地鐵則有基金反對兩鐵合併而回吐。 明報1[]、2[]

## 10月6日
（請按此參閱當天之報章頭條）
- 屯門下午發生致命車禍，一輛載運大批布匹的貨櫃車，沿皇珠路準備左轉屯門公路時突然失控向右翻側，被困的司機救出後證實死亡。警方指出事的路段並非交通黑點，但會循櫃車車速及貨物之重量調查意外成因。 明報

- 灣仔利東街居民及保育人士，在利東街舉行燭光晚會，要求市區重建局停止拆卸並保留這條有特色的喜帖街。香港電台 （页面存档备份，存于）

## 10月7日
（請按此參閱當天之報章頭條）
- 泛民主派在維多利亞公園足球場舉行「撐傘撐2012普選」活動，以黃色及藍色雨傘砌出「2012」的圖案，並申請列入健力士世界紀錄大全。隨後於下午3時舉行爭取2012雙普選遊行，終點為中環政府總部。大會指有約7000人參加。參與活動的陳方安生在銅鑼灣崇光百貨外離隊。明報1[]、 2、香港電台 （页面存档备份，存于）

- 由於颱風羅莎吹襲台灣，機場管理局指，12班來往香港與台灣之間航班受影響而取消，當中有9班抵港及3班離港班機，另18班航班出現延誤。香港電台

- 九龍塘又一村發生縱火案。凌晨近四時，兩部分別泊於花圃街九號及丹桂路三號的私家車起火，消防員開喉灌救，約十分鐘後救熄。消防認為兩輛車起火有可疑，已交警方調查。據悉其中一車為香港紡織商會名譽會長方鏗所有。 明報

## 10月8日
（請按此參閱當天之報章頭條）
- 香港股市再度出現單日轉向。受美國及內地股市造好刺激，恆生指數上午一度升651點，但午後市況逆轉，並一度跌穿27,700點關口，恆指收報27,770點，跌61點，成交1540億港元。此外，SOHO中國首日掛牌，收市比招股價高出逾15%。 亞視新聞[永久]
- 地鐵翌晨將舉行股東特別大會議決兩鐵合併方案，大摩指合併會令地鐵每股資產淨值增加，交易通過將對股價有短暫刺激，但因現價已反映合併後的價值，故維持「減持」的投資評級。另有證券界人士指，即使合併獲通過，但對地鐵整體盈利影響不大，故預期股價也不會急升。 明報[]
- 警方續查上水石湖墟一宗男嬰被棄屍的案件，法醫初步驗屍後，相信男嬰於星期天下午死去，但暫未能確定死因。而警方帶同警犬追蹤氣味至新豐路金誠樓，並逐家逐戶發問卷搜集資料，又到區內各中西醫診所查詢，不排除男嬰是內地孕婦所生。 明報
- 食環署公開競投維園年宵市場熟食及濕貨攤位，由於香港經濟持續好轉，部分競投人士看好年宵市道。  明報

- 其中近銅鑼灣的一個熟食攤位，以39萬港元成交，較上年高出45%。檔主表示成交價較預期高，故會調高食物價格。此外，有人投得了11個攤位出售年花，但負責人指是年年宵攤位競投較往年早，花農難以估計年花收成，故競投時會較審慎。

## 10月9日
- 地鐵股東會經投票後，得到超過82.29%股東投票支持，正式通過兩鐵合併方案。 有線新聞[永久]

## 10月10日
（請按此參閱當天之報章頭條）
- 行政長官曾蔭權發表新一份施政報告，勾劃出香港未來五年的發展方向。施政報告全文 （页面存档备份，存于）
  - 施政報告提出分別減利得稅和薪俸稅1%至16%及15%；另會寬減第4季差餉，最多是港幣5,000元。曾蔭權表示，減稅除了因為經濟好之外，亦是因香港人在亞洲金融風暴及沙士期間作出了犧牲，當經濟復蘇時，政府必須還市民應得的成就。
  - 曾蔭權在施政報告中提出十大建設計劃，當中包括興建鐵路連接港深兩個機場，並研究共同開發落馬洲河套區，鞏固兩地在泛珠的策略性地位。而政府亦會開展屯門西繞道及屯門至赤立角連接路，並恢復進行新界北部的多個新區發展計劃。另政府將繼續推展南港島綫、沙田至中環綫、廣深港高鐵、港珠澳橋、西九文化區及啟德等項目。
  - 而曾蔭權在施政報告中亦落實自下學年起，推行12年免費教育。所有學生，不論於公營中學及職訓局全日制課程就讀，均獲全面資助。而政府亦會於2009學年起，由小一開始逐步推行小班教學。此外，政府又會提高非香港本地學生入讀本地高等院校學額，並放寬其工作限制，吸引他們到香港讀書。
  - 為加強香港作國際金融中心的地位，政府將鼓勵內企及投資者善用QDII及「資金自由行」計劃，並落實十一五行動綱領配合中國發展。而港府則會協助珠三角港商轉型，並就公平競爭法諮詢公眾。此外，政府將研究儘快推出伊斯蘭債券市場，並發展國際仲裁服務。
  - 為解決社會貧富差異擴大的問題，政府將擴大再培訓計劃名額，放寬年齡限制至15歲及可供副學士或以下程度 。而為鼓勵商界及非牟利機構籌辦社會企業，政府將於年底前召開高峰會。另因工資保障運動未如理想，故政府或會於2008年提交最低工資條例草案，並立法規管。
  - 施政報告中，政府將立法規定停車熄匙諮詢公眾，並立法規定所有工商作業程序須以超低硫柴油進行。而政府將在全港推行綠化總綱圖，並檢討各區樓宇的發展密度，以降低屏風效應所帶來的影響。另因現有三個堆填區將不敷應用，政府正物色地點興建垃圾焚化設施。
  - 在文物保育方面，政府將進一步活化歷史建築，規定凡涉及歷史文物建築的所有公共工程項目，必須進行文物影響評估，並會為私人業主提供經濟誘因，鼓勵保護文物。而備受關注前中央書院遺址，則會由勾地表中剔出一年，邀請各界提出活化計劃。此外，政府將在發展局下開設文物保育專員辦事處，統籌文物保育政策。另政府會積極保存和推廣的非物質文化遺產，計劃將油麻地戲院改建為戲曲活動中心，為粵劇提供表演場地。
  - 此外，政府於下個財政年度起，每年向年逾70歲的長者發放五張面值50港元的醫療券，鼓勵長者使用私營醫療服務，另會增加長者日間護理名額，及撥款二億港元協助貧困長者改善家居環境。而政府將於年底前就醫療融資方案於年底前進行諮詢。此外，政府將成立跨部門專責小組，打擊青少年濫藥問題。
  - 施政報告中，曾蔭權提出要加強管治水平，並改善行政立法關係。包括增撥資源以支援地方行政工作，並設立專用撥款以進行地區小型工程。而政府將就政制發展綠皮書所收集到的意見進行梳理並爭取中央的信任及理解，促使早日實現普選。
  - 曾蔭權指出，香港人曾於1990年代出現個人身分認同危機，故提出了「新香港人」及「進步發展觀」的理念。為加強香港人對中國的認識及對國民身分的認同，包括加強中、小學及新高中課程的國民教育，又將《基本法》列入公務員入職考試指定範圍。
  - 另外，為利用2008年的北京奧運會推廣國民教育及分享民族自豪感，並鼓勵市民多做運動，康文署將於2008年7月1日至9月30日期間，將原須收費的游泳池、水上活動中心、度假營及球類活動場地等多種康體設施改為免費供市民使用。

## 10月11日
（請按此參閱當天之報章頭條）
- 藝人沈殿霞早上在寓所突然昏迷，其女兒鄭欣宜立即致電召救護車送院治理。鄭欣宜及主診醫生未有透露沈殿霞的病情，而其前夫鄭少秋則表示沈殿霞病情嚴重，但暫告穩定。沈殿霞入院期間，大批傳媒爭相採訪，一度造成混亂。 明報

## 10月12日
（請按此參閱當天之報章頭條）
- 蘭桂坊嘉年華傍晚舉行「開幕之夜」，現場邀請得香港歌手容祖兒、鍾舒漫、Sun Boy'z作嘉賓，同時請來森巴女郎熱舞、小丑雜耍表演、非洲鼓樂演奏、巨型高蹺等助慶。→維基新聞

## 10月13日
（請按此參閱當天之報章頭條）
- 警方接手調查「道地」烏龍茶疑含消毒劑的事件，代理商指未收過恐嚇或勒索，而各主要超市及便利店已停售該款烏龍茶。 明報

- 代理商匯泉國際表示，他們在過去十天已售出數萬枝同類烏龍茶，相信只屬個別事件，與生產線無關，故毋須回收產品，並已將事件交警方跟進。一名九歲男童於10月5日飲用烏龍茶時發現有消毒劑氣味並同日入院治理，其後化驗證實尿液樣本和剩餘的茶內含消毒劑氯二甲酚，該男童於10月7日出院。

## 10月14日
（請按此參閱當天之報章頭條）
- 元朗區天水圍新市鎮中的天耀邨發生倫常慘案，一名女子連同一對子女墮樓身亡，事件揭示區內家庭支援服務仍不足。 明報
  - 凌晨四時左右，有人發現三人倒臥在天耀邨耀豐樓對開空地，當場證實死亡。其中12歲少女及9歲男童的手腳均被綑綁。警方接報後封鎖現場調查，並帶同破門工具到耀豐樓24樓單位調查，破門入屋後在單位發現女戶主寫給丈夫的遺書，單位內未有發現可疑藥物，懷疑事件涉及家庭壓力，警方稍後會驗屍確定死因。
  - 據了解，涉事的家庭有領取綜援 ，其36歲的母親患有精神病的紀錄，而父親早前因病入住屯門醫院，社署已聯絡男戶主及家屬提供所需協助，並商討及跟進善後安排。而署方將於星期一晚在村內社區會堂舉辦解說會，安排心理專家及社工，為有需要居民提供情緒及心理輔導。對於有關事件，社署署長署長余志穩感痛心，指每個小朋友均有基本的生存權利，呼籲家長遇到問題，也不可危害小朋友的生命。
  - 教育局已聯絡案中一對姊弟所就讀的潮陽百欣小學，協助學校啟動危機處理小組，並於星期一到校為有需要師生，提供支援及輔導。校長林碧珠表示，校方已悉兩姊弟的母親患有精神病，亦了解到該母親一向關心子女，過去亦曾闖入學校，要求與兒子見面。
  - 立法會議員張超雄表示，自2004年天恆村慘案發生後，當局在區內協助家庭的措施仍未有明顯改善，建議政府成立跨部門小組，提出具體方法協助有需要的家庭。而防止虐待兒童會總幹事雷張慎佳對慘劇感到震驚，促請政府儘快增撥資源幫助有問題家庭，避免悲劇再發生。
  - 現時當局在天水圍設立了三個綜合家庭服務中心，但該等設施及其電話求助服務會於非辦公時間及假日暫停，求助者會被轉駁到明愛向晴熱線，但該服務經常線路繁忙。明愛承認由於求助人數日增，當值社工未能即時接聽電話，冀當局能增撥資源以協助解決問題。
  - 而勞福局局長張建宗對慘劇感震驚及哀痛，他指該區問題家庭的個案較多，會研究增配人手應付。另當局會於2008年初展開試驗計劃，由跨部門、界別及專業人士共同檢示非死於自然的兒童個案，從源頭解決問題。社署來年又會增聘58名社工及臨床心理學家，而專責保護家庭及兒童的重案組，亦會由8隊增至11隊。

## 10月15日
（請按此參閱當天之報章頭條）
- 中共十七大會議在北京召開，總書記胡錦濤在政治報告中表示，堅決反對任何外部勢力干預港澳事務。 明報

- 胡錦濤表示，保持港澳長期繁榮穩定是重大課題，港澳兩地人民完全有能力管理香港及澳門，並繼續為國家現代化建設發揮重要作用，而中央政府會全力支持港澳發展經濟，推動民主。中聯辦副主任李剛則在會前表示，未聽過有主管港澳事務的高層人事變動，但無論如何，中國中央政府對香港發展的方針政策都不會改變。

- 政府是日拍賣香港仔惠福道及大嶼山長沙住宅地，兩幅地皮均較底價高出逾倍成交。 明報

- 拍賣官先以25億港元的底價拍賣香港仔地皮，初時每口叫價五千萬，發展商爭相競投，出現多次同時舉手情況。後來拍賣官將每口叫價降至二千萬，使競投氣氛更趨激烈，共15個發展商參與競投。經八十多口叫價後，由南豐、信和以及嘉華合組的財團以57.1億投得，每呎樓面地價接近一萬元，創區內呎價新高。
- 嘉華地產主席呂志和表示，港島大單位住宅供應較少，特別有關地段享有向南海景，故即使成交價較市場預期高，但仍屬吸引，他們將合共動用約百億港元發展有關項目。而區內部分正在放盤的業主在賣地後，隨即將叫價提高10%，甚至封盤。但市場相信，由於樓價升幅過急，短期內成交可能放緩。
- 另信和繼投得惠福道地皮後，再以4億8200萬港元，獨資投得大嶼山長沙的住宅用地，成交價較勾地價高出1.41倍，每呎樓面地價為6,749元，超出市場預期，信和表示會將有關地段用作興建豪宅。有分析指，由於東涌道即將完成擴闊工程使交通更方便，故吸引發展商競投。

- 有「巴士阿叔」之稱的陳乙東宣佈參與立法會港島區補選，成為第四位表示有意參選的人士。他稱參選為延續已故前民建聯主席馬力的愛國愛港精神，一旦當選後馬上推動醫療及教育改革。競選經費方面，他指會向逐家逐戶籌集。星島、商業電台[永久]、頭條日報、亞洲時報 （页面存档备份，存于）、多維新聞網
- 發展局正計劃斥資20億元連接環繞新界區的單車徑，目前會率先發展連接屯門至馬鞍山的工程，全長達60公里。另外西面由屯門至荃灣及東面由馬鞍山至西貢的延伸路段亦在研究中，整項工程預計2015年落成。頭條日報、商業電台[永久]、亞洲電視[永久]

- 一名男子承認飲醉酒，上月於仁濟醫院盜取三支血液樣本，被判入獄兩個月。案情指29歲的被告李文耀，在9月13日凌晨因腳傷到醫院求診，其後因口渴拿了化驗室的三支液體，其後才知道是血液，他明白自己行為愚蠢，並對事件感到後悔。裁判官相信被告是酒後糊塗，但同時批評醫院處理病人血液樣本安排欠妥善，間接引致今次事件。院方表示，醫院的血液化驗與收集有既定程序及指引，事發後已即時改善樣本收集窗投放入口的設計及成立專責小組檢討醫院的保安。  明報

## 10月16日
（請按此參閱當天之報章頭條）
- 中共十七大會議進入第二天，多個團組開放予傳媒採訪。 亞視新聞1[永久]、2[永久]

- 對於胡錦濤表明反對外部勢力干預香港事務，身兼公安部長的國務委員周永康表示，中國的強大是包括港澳兩地的發展，總會對於世界的某些勢力帶來一定的影響，故必須警惕。中央將堅持一貫方針，透過香港自身的努力及兩地合作所取得經濟發展，維持繁榮穩定。
- 而廣東省省長黃華華在粵省黨代表會議中表示，會配合香港特首曾蔭權在施政報告提出的粵港跨境建設。黃華華表示，港珠澳大橋前期研究工作已完成，稍後將商討融資問題。而繼西部通道後，開闢東部通道事在必行，會積極與港府磋商。另黃華華重申所有由粵省供港食品是安全的，會繼續在源頭出口和衛生三方面加強監控。

- 消息稱，為加快落實施政報告提出的十大基建項目，政府計劃注資興建多條鐵路，以令工程儘快上馬。 亞視新聞[永久]

- 其中廣深港高鐵香港段，政府計劃先注資300億港元興建，落成後租予兩鐵合併後的港鐵公司營運。而造價約80億港元的西港島綫，鑒於以非上蓋地皮補貼會引起反對聲音，故傾向注資一半資金興建，並爭取於月內在行會通過方案並刊憲。

## 10月17日
（請按此參閱當天之報章頭條）
- 市建局向上環卑利街及嘉咸街重建項目的業主提出收購建議，但有業主不滿收購價過低，自組公司另作發展。 明報
  - 市建局以每呎實用面積8508港元，收購卑利街及嘉咸街共361個業權，是該局歷來提出最高的收購呎價。該局表示項目的總發展成本是38億港元，其中18億花在收購及安置受影響業主上。有測量師未有計算較早前的賣地結果。
  - 而一批受影響業主認為市建局出價過低，以高於市建局5%的價格收購單位，他們指以局方的收購價難以於中環購得同面積的單位。發言人鍾楚豪又指，即使市建局調高收購價，仍然會繼續自行發展嘉咸街。市建局董事李華明指，事件或會開出先例，建議市建局改變氂定收購價的機制。

- 立會港島區補選開始接受候選人提名，前保安局局長葉劉淑儀及大律師李永健率先報名參選。 明報

- 葉劉淑儀早上遞交參選表格，她取得多名前高官等共二百個提名，她不認同近期與高官會面會對選情有利，指其他侯選人也可就重要課題約見司局長。而另一名侯選人李永健則表示自己未有當選機會，參選是讓市民有多一個選擇。

## 10月18日
受到有關A、H股股權互換的消息刺激，恆指高開714點，首次突破30000點大關, 創下30,025點新高, 惜後勁不繼, 收報29,465點，升166點

## 10月20日
（請按此參閱當天之報章頭條）

## 10月21日
（請按此參閱當天之報章頭條）

## 10月22日
（請按此參閱當天之報章頭條）
- 前政務司司長陳方安生取得二百個提名，報名參與立會港島區補選。 明報

- 陳方安生的提名名單中，包括丈夫陳棣榮及家人的提名，亦獲得張敏儀、任關佩英、霍羅兆貞等多名前政府官員支持，而她在落區期間亦取得80名市民的提名，但提名名單中則未見有著名商界人士以及政協等支持。陳方安生稍後會發表政綱，將會關注醫療、環保等問題。除陳方安生外，前保安局局長葉劉淑儀及大律師李永健亦已遞交提名表格。

- 商務部批准由香港豬農組成的「香港農業專區有限公司」，成為第三間輸港生豬代理。 明報

- 商務部表示，鑒於早前供港活豬一度出現緊張，使豬肉價格上升，故再引入競爭使供港豬價維持穩定，並冀三家代理密切合作，形成合理競爭。香港農業專區估計，他們可於2008年年中可正式將活豬供港，冀能每日可供應五百至一千頭豬，但由於養豬成本日增，故售價未必會下調。

- 恆生指數收市報28,373.63點，跌1091.42點。 明報

## 10月23日
- 香港行政會議批准香港地鐵西港島綫動工，造價約89億港元，但政府會提供約60億港元補助金。 明報
- 恆生指數收復昨天大跌之失地，大升1,003點，加上其他因素令港元匯價持續上揚，迫使香港金融管理局執行「強方兌換保證」，買入1億美元並沽出7.75億港元。 明報
- 匯賢智庫主席葉劉淑儀提出其政制改革方案，表明爭取2012年雙普選，但行政長官候選人時須得到提名委員會內四個組別的提名。 明報

## 10月24日
（請按此參閱當天之報章頭條）
- 有消息人士透露，政府傾向只讓南港島綫的東段先上馬，使用不經灣仔及跑馬地的方案，並會取消在利東設站。 明報

## 10月25日
（請按此參閱當天之報章頭條）
- 落馬洲中港貨運聯會主席蔣志偉宣佈參選2007年香港立法會港島選區補選。 頭條網 （页面存档备份，存于）

## 10月26日
（請按此參閱當天之報章頭條）
- 受資金流入帶動及減息憧憬，恒指是日在三萬點以上水平收市。大市於開市便已突破三萬點，最高一度升至30562.63的新高，收報30405.22，升550.73，成交1573.80億，市值亦增至22.9萬億港元的新高。傳統藍籌升幅顯著，但國企股則有回吐。 明報

- 由於資金持續流入使資金緊張，港元匯價在中午觸及7.75兌1美元的強方兌換保證水平，金管局再度向市場拆出7.75億港元。金管局入市後，港匯依然在7.75附近水平上落，但港元拆息全面回軟，一個月及三個月拆息，由4.8厘回落至4.6厘。  明報[]

- 葵涌有校巴在接載小學生上學途中急剎車，25人感不適須送院治理。 明報

- 早上7時40分，一校巴沿大窩口道往葵芳方向，於駛至葵涌村對開時，報稱閃避途人而急剎車，但司機未有即時報警，及至學生被送到醫療室時，校方才得悉事件。多輛救護車接報後趕到學校，將學童送院。校方稍後會向家長發指引。

- 灣仔君悅酒店發現有人倒斃在客房內，警方重案組接手調查。 明報

- 下午三時許，酒店職員發覺兩名住客仍未退房，到客房了解時發現兩名外籍男子昏迷在房間，救護員到場時證實兩人死亡。初步調查兩名死者身上無明顯傷痕，房間內亦無被搜掠痕跡，警方暫列作屍體發現案處理，並於星期六驗屍以確定死因。

- 立會通過經修訂後施政報告致謝動議，多個政黨聯手要求要求政府提高生果金，並將醫療券擴展至適用於65歲長者，並為長者提供半價醫療優惠及要求成立專責委員會落實扶貧政策。議案在39名議員支持下獲通過。 明報

- 再有四人報名參加立會港島區補選。四人分別為貨運業人士蔣志偉、「港人民權民生」黨的蕭思江、獨立人士柳玉成及凌尉雲，連同較早時報名的前政務司司長陳方安生、前保安局長葉劉淑儀及獨立人士李永健，現已有七人報名參加補選。 明報[]

- 一助理牧師被控五項非禮男童罪名成立。案情指41歲被告馮俊業，2005年將兩名16及17歲男童帶返家中並非禮他們。暫委法官杜大衛指，被告身為助理牧師，行為違反誠信。但考慮被告主動投案且無案底，而男童未受暴力對待及明顯心理創傷，故處入獄30個月。 明報

- 一名20歲的年輕母親在去年10至11月期間，咬傷只有兩個月大的兒子，被判入更生中心。法官指被告未能解釋兒子受傷的原因，認為是故意弄傷兒子，處被告入更生中心，是希望可訓練她的品格，讓她學習正面面對問題。 明報

## 10月27日
（請按此參閱當天之報章頭條）
- 西貢一村屋發生火警，一名80歲老婦被燒死。事發於下午1時40分，翠塘花園對開的一間村屋突然起火，火勢迅速蔓延，消防到場用了近一小時才將火救熄。消防初步調查後認為火警無可疑，疑有人用柴火煲水而肇禍。 明報

- 運輸及房屋局局長鄭汝樺表示，政府希望年底落實興建南港島綫，初步會先興建東段鐵路，亦會積極研究物業發展項目作補貼。此外，同樣爭取在2009年動工的廣深港高鐵，鄭汝樺則表示政府或會先注資，其後以長期租約收回成本。 明報

- 對於南港島綫即將落實，海洋公園對此表示歡迎，認為會增加遊人到公園的意欲外，又可以紓緩路面擠塞；但有海鮮檔則認為附近旅遊景點不足，較難吸引遊客，對生意幫助不大，建議政府應重新規劃鴨脷洲，才會帶動人流。 亞視新聞

- 政府舉行本年度的授勳儀式，共有286人獲授勳或嘉獎。 香港政府新聞公報 （页面存档备份，存于）

- 其中立法會主席范徐麗泰、前政務司司長許仕仁、立法會議員李國寶及商人李兆基獲最高榮譽的大紫荊勳章。勞福局局長張建宗、前民政事務局局長何志平及前警務處處長李明逵等則獲金紫荊星章。此外，本港單車好手黃金寶則獲頒銅紫荊星章，以表彰其在體育上的貢獻。

- 水警昨晚在西貢南圍進行反走私行動，檢獲總值逾180萬港元的走私電腦硬盤，行動中拘捕兩名男子。警方指走私集團近期改用輕型貨車走私，相信是為減低一旦被發現時所招致的損失。而該批電腦硬盤走私到內地以逃避稅項，案件已轉交海關跟進調查。 香港政府新聞公報 （页面存档备份，存于）

- 商務及經濟發展局局長馬時亨表示，香港電台接連發生負面新聞，形象難免受損。至於公開招聘廣播處處長，馬時亨表示招聘已結束，但他未有透露申請的人數。港澳兩地旅遊及博覽業競爭加劇，馬時亨承認香港博覽場地不足，承諾會儘快擴建會展及機場博覽館以應付需要。 明報[]、星島日報

- 為慶祝特區成立十周年，駐京辦邀請八和會館於27及28日在北京演出兩齣粵劇。主任曹萬泰表示，是次活動獲國務院等部門支持。另駐京辦將於10月29日與中國戲劇學院合辦粵劇文化交流研討會，冀能促進兩地戲曲文化交流。 香港政府新聞公報 （页面存档备份，存于）

- 百佳超級市場工種外判，裁員數百，職員稱轉職後減薪無福利。

## 10月28日
（請按此參閱當天之報章頭條）
- 2007年亞洲小姐競選是晚進行總決賽，現年23歲的香港佳麗張家瑩奪冠，而亞軍及季軍則分別來自韓國的崔智熹及中國內地的佳麗孫辰所奪得，此外張家瑩同時奪得「國際親善小姐」獎項。 大會新聞公布

## 10月29日
（請按此參閱當天之報章頭條）
- 受美股造好及市場繼續憧憬減息，恆指再升逾千點，市值更首次突破23萬億港元。恆生指數甫開市已升逾五百點，下午更一度創31,604點的新高，收報31,586點，升1,181點，成交逾1,700億元。傳統藍籌股繼續主導升幅，而國企股亦普遍造好。 明報1、2[]

- 一名香港警員在日本旅遊時在黑門市場非禮一名女性，干涉大阪府的《迷惑防止條例》罪成，罰款30萬日元，回香港後須受紀律聆訊。

## 10月30日
（請按此參閱當天之報章頭條）
- 香港股市是日反覆造好，恆指低開225點後掉頭回升，高見31958點的新高，但其後升幅收窄，收報31638點，升51點，升交1850億。三隻中資銀行股建行、工行及中行都創上市新高，但配股集資的新地及恆隆則下跌逾3%。 明報[]

## 10月31日
（請按此參閱當天之報章頭條）
- 港元持續強勢，金管局是日需五度入市，沽出逾78.18億港元，星期五的銀行體系結餘達106.19億港元。在金管局注資之後，港元拆息回落，而新股阿里巴巴的四千億元資金將於11月5日解凍，估計屆時本港拆息將會回軟。 明報[]

- 有市場傳聞指港府正游說中央政府支持改變港元聯繫匯率制度，但金管局發言人駁斥消息毫無根據，重申政府有決心維持聯繫匯率制度。有財資界人士指，不少基金因早前持有港股不足而落後於指數，需要增持港股以追回升幅。 明報[]

- 恆生指數在期指結算後出現回吐，恆指於開市不久已跌逾470點，低見31,100點。下午雖有資金流入迫使金管局多次沽售港元，但恆指收市仍跌285點，報31,352點，成交1542億港元。太古A及新地等地產股沽壓顯著，但匯控及中行等銀行股則有上升。 明報[]

- 立法會港島選區補選提名期結束，共有九人報名參選。 香港政府新聞公報 （页面存档备份，存于）、明報、維基新聞
  - 是日報名參選的包括報稱為義工的何來，她總共獲得199個有效提名，何來表示自己能夠參選已是取得勝利。而另一參選人則為報稱擔任遊艇教練的西北航運前行政總裁李慨俠，他取得108個提名，被問及對於早前被法庭宣判破產，他表示現正上訴申請推翻破產令，未知會否影響其參選資格。
  - 有學者認為是次補選已由葉劉淑儀與陳方安生之爭，變成候選人的宣傳工具。部分候選人為爭取曝光的機會，未有提出實質政綱便告參選，令選舉變成一場鬧劇，建議政府應調高參選門檻。而政制及內地事務局發言人表示，立法會選舉提名候選人的規定實施多年，令選舉具有競爭性，故無計劃修訂。除上述人士外，參與補選還有蔣志偉、柳玉成、蕭思江、凌尉雲及李永健。

| 香港新聞動態 |
| \| - 2024年香港：1月 - 2月 - 3月 - 4月 - 5月 - 6月 - 7月 - 8月 - 9月 - 10月 - 11月 - 12月 - 2023年香港：1月 - 2月 - 3月 - 4月 - 5月 - 6月 - 7月 - 8月 - 9月 - 10月 - 11月 - 12月 - 2022年香港：1月 - 2月 - 3月 - 4月 - 5月 - 6月 - 7月 - 8月 - 9月 - 10月 - 11月 - 12月 - 2021年香港：1月 - 2月 - 3月 - 4月 - 5月 - 6月 - 7月 - 8月 - 9月 - 10月 - 11月 - 12月 - 2020年香港：1月 - 2月 - 3月 - 4月 - 5月 - 6月 - 7月 - 8月 - 9月 - 10月 - 11月 - 12月 - 2019年香港：1月 - 2月 - 3月 - 4月 - 5月 - 6月 - 7月 - 8月 - 9月 - 10月 - 11月 - 12月 - 2018年香港：1月 - 2月 - 3月 - 4月 - 5月 - 6月 - 7月 - 8月 - 9月 - 10月 - 11月 - 12月 - 2017年香港：1月 - 2月 - 3月 - 4月 - 5月 - 6月 - 7月 - 8月 - 9月 - 10月 - 11月 - 12月 - 2016年香港：1月 - 2月 - 3月 - 4月 - 5月 - 6月 - 7月 - 8月 - 9月 - 10月 - 11月 - 12月 - 2015年香港：1月 - 2月 - 3月 - 4月 - 5月 - 6月 - 7月 - 8月 - 9月 - 10月 - 11月 - 12月 - 2014年香港：1月 - 2月 - 3月 - 4月 - 5月 - 6月 - 7月 - 8月 - 9月 - 10月 - 11月 - 12月 - 2013年香港：1月 - 2月 - 3月 - 4月 - 5月 - 6月 - 7月 - 8月 - 9月 - 10月 - 11月 - 12月 - 2012年香港：1月 - 2月 - 3月 - 4月 - 5月 - 6月 - 7月 - 8月 - 9月 - 10月 - 11月 - 12月 - 2011年香港：1月 - 2月 - 3月 - 4月 - 5月 - 6月 - 7月 - 8月 - 9月 - 10月 - 11月 - 12月 - 2010年香港：1月 - 2月 - 3月 - 4月 - 5月 - 6月 - 7月 - 8月 - 9月 - 10月 - 11月 - 12月 - 2009年香港：1月 - 2月 - 3月 - 4月 - 5月 - 6月 - 7月 - 8月 - 9月 - 10月 - 11月 - 12月 - 2008年香港：1月 - 2月 - 3月 - 4月 - 5月 - 6月 - 7月 - 8月 - 9月 - 10月 - 11月 - 12月 - 2007年香港：1月 - 2月 - 3月 - 4月 - 5月 - 6月 - 7月 - 8月 - 9月 - 10月 - 11月 - 12月 - 2006年香港：1月 - 2月 - 3月 - 4月 - 5月 - 6月 - 7月 - 8月 - 9月 - 10月 - 11月 - 12月 - 2005年香港：1月 - 2月 - 3月 - 4月 - 5月 - 6月 - 7月 - 8月 - 9月 - 10月 - 11月 - 12月 - 2004年香港：1月 - 2月 - 3月 - 4月 - 5月 - 6月 - 7月 - 8月 - 9月 - 10月 - 11月 - 12月 - 2003年香港：1月 - 2月 - 3月 - 4月 - 5月 - 6月 - 7月 - 8月 - 9月 - 10月 - 11月 - 12月 - 2002年香港：1月 - 2月 - 3月 - 4月 - 5月 - 6月 - 7月 - 8月 - 9月 - 10月 - 11月 - 12月 - 2001年香港：1月 - 2月 - 3月 - 4月 - 5月 - 6月 - 7月 - 8月 - 9月 - 10月 - 11月 - 12月 - 2000年香港：1月 - 2月 - 3月 - 4月 - 5月 - 6月 - 7月 - 8月 - 9月 - 10月 - 11月 - 12月 - 1999年香港：1月 - 2月 - 3月 - 4月 - 5月 - 6月 - 7月 - 8月 - 9月 - 10月 - 11月 - 12月 - 1998年香港：1月 - 2月 - 3月 - 4月 - 5月 - 6月 - 7月 - 8月 - 9月 - 10月 - 11月 - 12月 - 1997年香港：1月 - 2月 - 3月 - 4月 - 5月 - 6月 - 7月 - 8月 - 9月 - 10月 - 11月 - 12月 參 \| |
| - 2024年香港：1月 - 2月 - 3月 - 4月 - 5月 - 6月 - 7月 - 8月 - 9月 - 10月 - 11月 - 12月 - 2023年香港：1月 - 2月 - 3月 - 4月 - 5月 - 6月 - 7月 - 8月 - 9月 - 10月 - 11月 - 12月 - 2022年香港：1月 - 2月 - 3月 - 4月 - 5月 - 6月 - 7月 - 8月 - 9月 - 10月 - 11月 - 12月 - 2021年香港：1月 - 2月 - 3月 - 4月 - 5月 - 6月 - 7月 - 8月 - 9月 - 10月 - 11月 - 12月 - 2020年香港：1月 - 2月 - 3月 - 4月 - 5月 - 6月 - 7月 - 8月 - 9月 - 10月 - 11月 - 12月 - 2019年香港：1月 - 2月 - 3月 - 4月 - 5月 - 6月 - 7月 - 8月 - 9月 - 10月 - 11月 - 12月 - 2018年香港：1月 - 2月 - 3月 - 4月 - 5月 - 6月 - 7月 - 8月 - 9月 - 10月 - 11月 - 12月 - 2017年香港：1月 - 2月 - 3月 - 4月 - 5月 - 6月 - 7月 - 8月 - 9月 - 10月 - 11月 - 12月 - 2016年香港：1月 - 2月 - 3月 - 4月 - 5月 - 6月 - 7月 - 8月 - 9月 - 10月 - 11月 - 12月 - 2015年香港：1月 - 2月 - 3月 - 4月 - 5月 - 6月 - 7月 - 8月 - 9月 - 10月 - 11月 - 12月 - 2014年香港：1月 - 2月 - 3月 - 4月 - 5月 - 6月 - 7月 - 8月 - 9月 - 10月 - 11月 - 12月 - 2013年香港：1月 - 2月 - 3月 - 4月 - 5月 - 6月 - 7月 - 8月 - 9月 - 10月 - 11月 - 12月 - 2012年香港：1月 - 2月 - 3月 - 4月 - 5月 - 6月 - 7月 - 8月 - 9月 - 10月 - 11月 - 12月 - 2011年香港：1月 - 2月 - 3月 - 4月 - 5月 - 6月 - 7月 - 8月 - 9月 - 10月 - 11月 - 12月 - 2010年香港：1月 - 2月 - 3月 - 4月 - 5月 - 6月 - 7月 - 8月 - 9月 - 10月 - 11月 - 12月 - 2009年香港：1月 - 2月 - 3月 - 4月 - 5月 - 6月 - 7月 - 8月 - 9月 - 10月 - 11月 - 12月 - 2008年香港：1月 - 2月 - 3月 - 4月 - 5月 - 6月 - 7月 - 8月 - 9月 - 10月 - 11月 - 12月 - 2007年香港：1月 - 2月 - 3月 - 4月 - 5月 - 6月 - 7月 - 8月 - 9月 - 10月 - 11月 - 12月 - 2006年香港：1月 - 2月 - 3月 - 4月 - 5月 - 6月 - 7月 - 8月 - 9月 - 10月 - 11月 - 12月 - 2005年香港：1月 - 2月 - 3月 - 4月 - 5月 - 6月 - 7月 - 8月 - 9月 - 10月 - 11月 - 12月 - 2004年香港：1月 - 2月 - 3月 - 4月 - 5月 - 6月 - 7月 - 8月 - 9月 - 10月 - 11月 - 12月 - 2003年香港：1月 - 2月 - 3月 - 4月 - 5月 - 6月 - 7月 - 8月 - 9月 - 10月 - 11月 - 12月 - 2002年香港：1月 - 2月 - 3月 - 4月 - 5月 - 6月 - 7月 - 8月 - 9月 - 10月 - 11月 - 12月 - 2001年香港：1月 - 2月 - 3月 - 4月 - 5月 - 6月 - 7月 - 8月 - 9月 - 10月 - 11月 - 12月 - 2000年香港：1月 - 2月 - 3月 - 4月 - 5月 - 6月 - 7月 - 8月 - 9月 - 10月 - 11月 - 12月 - 1999年香港：1月 - 2月 - 3月 - 4月 - 5月 - 6月 - 7月 - 8月 - 9月 - 10月 - 11月 - 12月 - 1998年香港：1月 - 2月 - 3月 - 4月 - 5月 - 6月 - 7月 - 8月 - 9月 - 10月 - 11月 - 12月 - 1997年香港：1月 - 2月 - 3月 - 4月 - 5月 - 6月 - 7月 - 8月 - 9月 - 10月 - 11月 - 12月 參       |

1. ↑  容量有限，本表只列出香港回歸以來各年各月香港新聞動態。關於更早年代的各年各月香港新聞動態，詳見於某年香港（某年表示1997年之前的公曆年份）。